# Olympische Sommerspiele 1968/Leichtathletik – 400 m (Frauen)

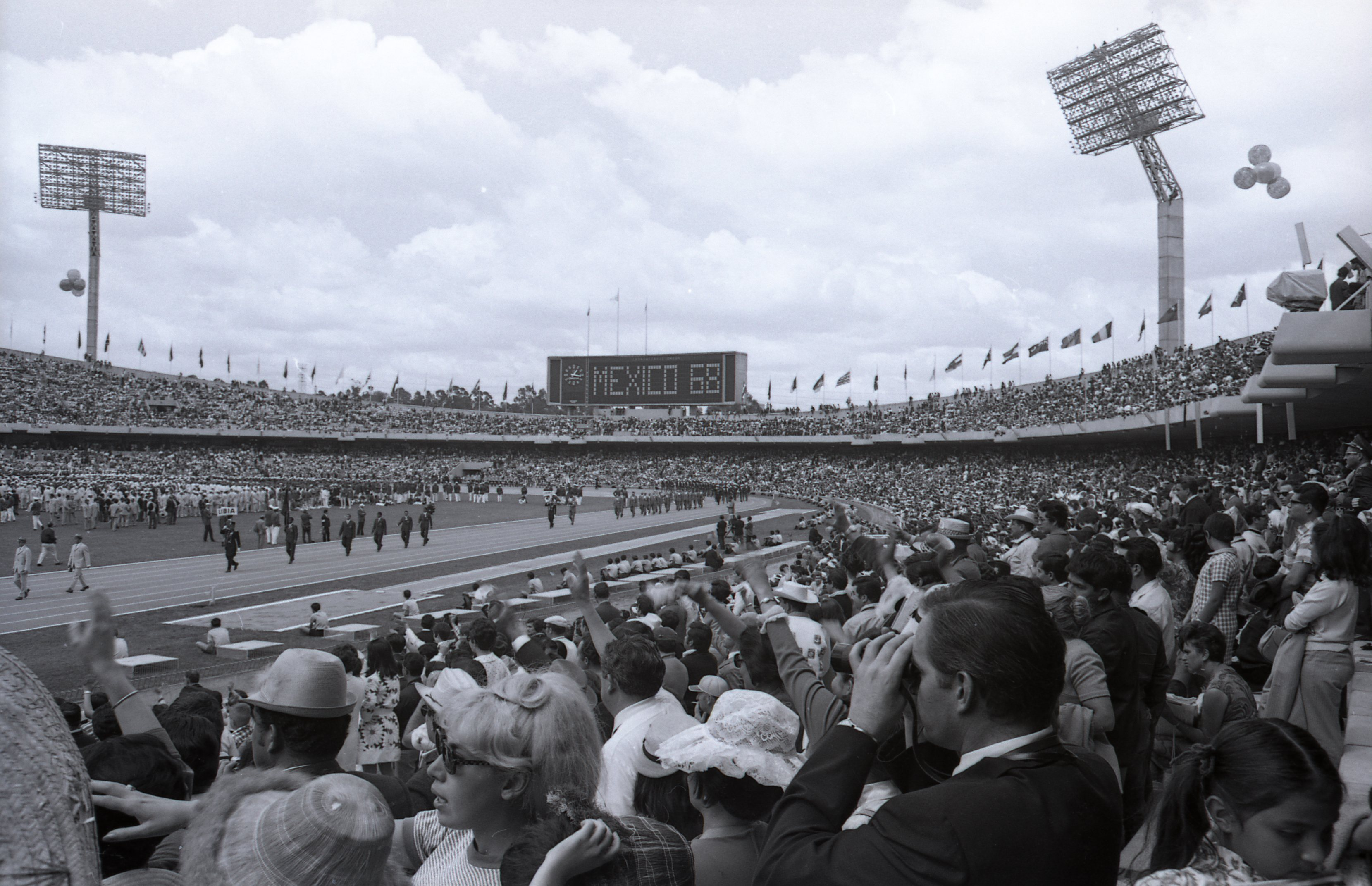
Das Olympiastadion während der Eröffnungsfeier 1968

Der 400-Meter-Lauf der Frauen bei den Olympischen Spielen 1968 in Mexiko-Stadt wurde am 14., 15. und 16. Oktober 1968 im Estadio Olímpico Universitario ausgetragen. 29 Athletinnen nahmen teil.
Olympiasiegerin wurde die Französin Colette Besson. Die Silbermedaille gewann die Britin Lillian Board, Bronze ging an Natalja Petschonkina aus der Sowjetunion.
Läuferinnen aus der DDR (offiziell Ostdeutschland), der Schweiz, Österreich und Liechtenstein nahmen nicht teil.

Für die Bundesrepublik Deutschland – offiziell Deutschland – ging Helga Henning an den Start. Sie überstand die Vorrunde und konnte sich anschließend auch für das Finale qualifizieren. Hier belegte sie den siebten Rang.

## Rekorde

### Bestehende Rekorde
| Weltrekord         | 51,9 s | Shin Kim-dan ( Nordkorea)    | Pjöngjang, Nordkorea   | 23. Oktober 1962 |
| Olympischer Rekord | 52,0 s | Betty Cuthbert ( Australien) | Finale OS Tokio, Japan | 17. Oktober 1964 |

### Rekordegalisierung
Die französische Olympiasiegerin Colette Besson egalisierte den bestehenden olympischen Rekord im Finale am 16. Oktober. Zum Weltrekord fehlte ihr eine Zehntelsekunde.

## Durchführung des Wettbewerbs
29 Athletinnen traten am 14. Oktober zu insgesamt vier Vorläufen an. Sowohl in der Vorrunde als auch im Halbfinale qualifizierten sich die jeweils vier Laufbesten – hellblau unterlegt – für die nächste Runde. Das Halbfinale fand am 15., das Finale am 16. Oktober statt.

## Zeitplan
14. Oktober, 10:40 Uhr: Vorläufe

15. Oktober, 15:20 Uhr: Halbfinale

16. Oktober, 17:00 Uhr: Finale
Anmerkung: Alle Zeiten sind in Ortszeit Mexiko-Stadt (UTC −6) angegeben.

## Vorrunde
Datum: 14. Oktober 1960, ab 10:40 Uhr

### Vorlauf 1

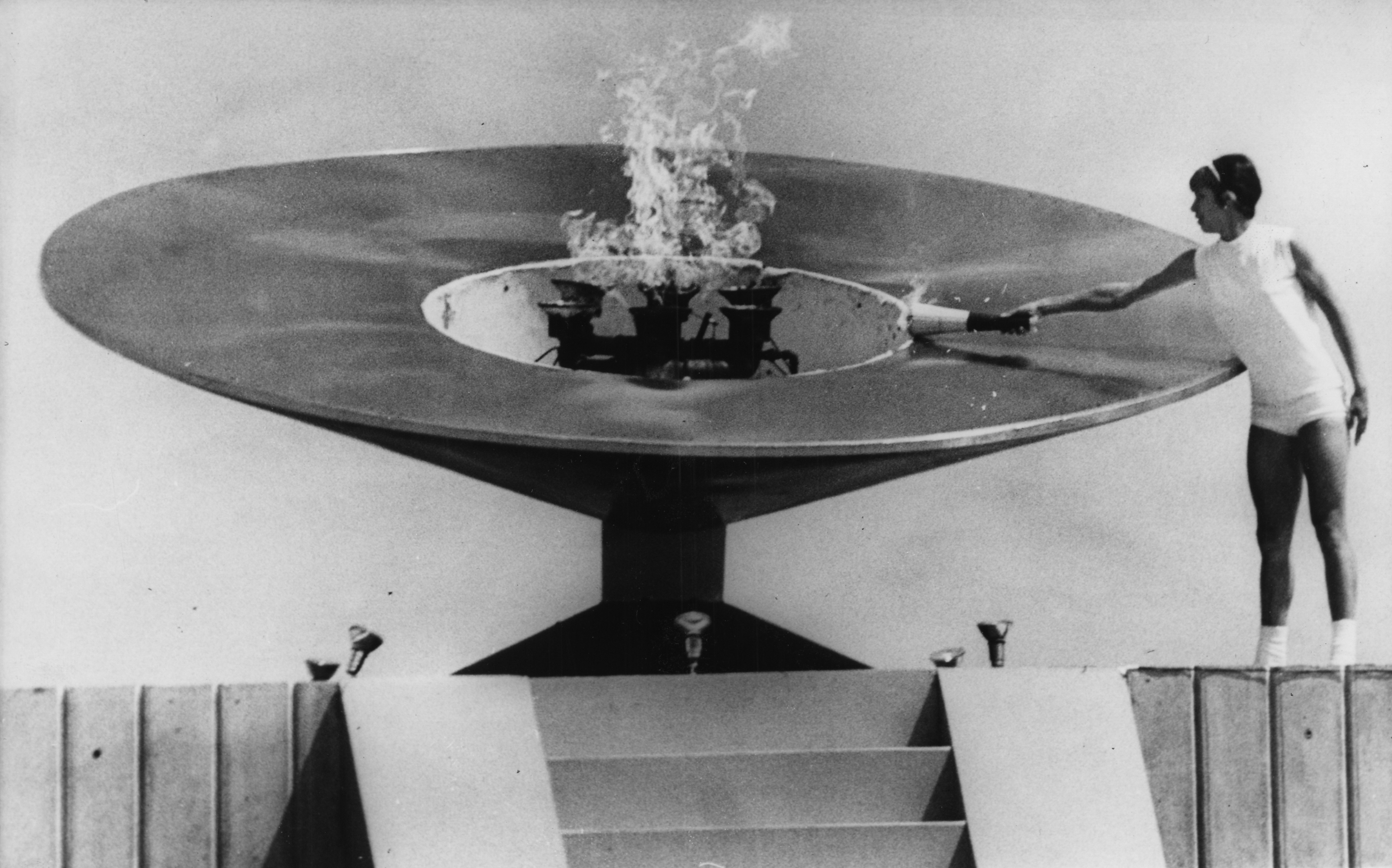
Enriqueta Basilio – die erste Frau in der olympischen Geschichte, die bei der Eröffnungsfeier die Fackel trug und den Kessel entzündete – ausgeschieden als Fünfte des ersten Vorlaufs

| Platz | Name              | Nation         | Offizielle Zeit handgestoppt | Inoffizielle Zeit elektronisch |
| ----- | ----------------- | -------------- | ---------------------------- | ------------------------------ |
| 1     | Colette Besson    | Frankreich     | 53,1 s                       | 53,11 s                        |
| 2     | Jarvis Scott      | USA            | 53,5 s                       | 53,53 s                        |
| 3     | Helga Henning     | BR Deutschland | 53,5 s                       | 53,58 s                        |
| 4     | Joan Fisher       | Kanada         | 54,6 s                       | 54,62 s                        |
| 5     | Enriqueta Basilio | Mexiko         | 55,6 s                       | 55,47 s                        |
| 6     | Joyce Bennett     | Australien     | 56,5 s                       | 56,56 s                        |

### Vorlauf 2
| Platz | Name             | Nation           | Offizielle Zeit handgestoppt | Inoffizielle Zeit elektronisch |
| ----- | ---------------- | ---------------- | ---------------------------- | ------------------------------ |
| 1     | Aurelia Pentón   | Kuba             | 52,8 s                       | 52,86 s                        |
| 2     | Lillian Board    | Großbritannien   | 52,9 s                       | 53,00 s                        |
| 3     | Ingrīda Verbele  | Sowjetunion      | 54,0 s                       | 54,07 s                        |
| 4     | Una Morris       | Jamaika          | 54,1 s                       | 54,19 s                        |
| 5     | Anne Covell      | Kanada           | 54,3 s                       | 54,34 s                        |
| 6     | Anna Chmelková   | Tschechoslowakei | 54,9 s                       | 54,91 s                        |
| 7     | Antónia Munkácsi | Ungarn           | 55,6 s                       | 55,61 s                        |
| 8     | Jean Robotham    | Costa Rica       | 58,2 s                       | 58,25 s                        |

### Vorlauf 3
Mit fünfzehn Jahren war Esther Stroy aus den USA die jüngste Starterin bei den Leichtathletikwettbewerben.
| Platz | Name                   | Nation         | Offizielle Zeit handgestoppt | Inoffizielle Zeit elektronisch |
| ----- | ---------------------- | -------------- | ---------------------------- | ------------------------------ |
| 1     | Hermina van der Hoeven | Niederlande    | 53,1 s                       | 53,17 s                        |
| 2     | Esther Stroy           | USA            | 53,5 s                       | 53,58 s                        |
| 3     | Janet Simpson          | Großbritannien | 53,6 s                       | 53,63 s                        |
| 4     | Monique Noirot         | Frankreich     | 53,6 s                       | 53,67 s                        |
| 5     | Tekla Chemabwai        | Kenia          | 54,0 s                       | 54,05 s                        |
| 6     | Sandra Brown           | Australien     | 55,4 s                       | 55,43 s                        |
| 7     | Channa Shezifi         | Israel         | 56,3 s                       | 56,38 s                        |

### Vorlauf 4
| Platz | Name                 | Nation         | Offizielle Zeit handgestoppt | Inoffizielle Zeit elektronisch |
| ----- | -------------------- | -------------- | ---------------------------- | ------------------------------ |
| 1     | Natalja Petschonkina | Sowjetunion    | 53,7 s                       | 53,73 s                        |
| 2     | Mary Green           | Großbritannien | 53,9 s                       | 54,00 s                        |
| 3     | Karin Wallgren       | Schweden       | 54,2 s                       | 54,30 s                        |
| 4     | Lois Anne Drinkwater | USA            | 54,5 s                       | 54,56 s                        |
| 5     | Donata Govoni        | Italien        | 54,7 s                       | 54,77 s                        |
| 6     | Eeva Haimi           | Finnland       | 55,0 s                       | 55,01 s                        |
| 7     | Josefa Vicent        | Uruguay        | 56,3 s                       | 56,34 s                        |
| 8     | Olajumoke Bodunrin   | Nigeria        | 57,0 s                       | 57,09 s                        |

## Halbfinale
Datum: 15. Oktober 1960, ab 15:20 Uhr

### Lauf 1

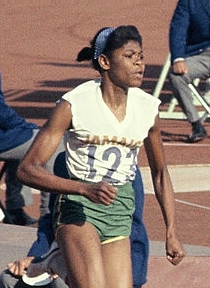
Una Morris – ausgeschieden als Sechste des ersten Halbfinals

| Platz | Name            | Nation         | Offizielle Zeit handgestoppt | Inoffizielle Zeit elektronisch |
| ----- | --------------- | -------------- | ---------------------------- | ------------------------------ |
| 1     | Helga Henning   | BR Deutschland | 53,3 s                       | 53,33 s                        |
| 2     | Colette Besson  | Frankreich     | 53,6 s                       | 53,62 s                        |
| 3     | Janet Simpson   | Großbritannien | 54,0 s                       | 54,01 s                        |
| 4     | Aurelia Pentón  | Kuba           | 54,0 s                       | 54,08 s                        |
| 5     | Esther Stroy    | USA            | 54,3 s                       | 54,35 s                        |
| 6     | Una Morris      | Jamaika        | 54,6 s                       | 54,63 s                        |
| 7     | Ingrīda Verbele | Sowjetunion    | 54,6 s                       | 54,67 s                        |
| 8     | Joan Fisher     | Kanada         | 55,2 s                       | 55,37 s                        |

### Lauf 2
| Platz | Name                   | Nation         | Offizielle Zeit handgestoppt | Inoffizielle Zeit elektronisch |
| ----- | ---------------------- | -------------- | ---------------------------- | ------------------------------ |
| 1     | Lillian Board          | Großbritannien | 52,5 s                       | 52,56 s                        |
| 2     | Hermina van der Hoeven | Niederlande    | 52,6 s                       | 52,69 s                        |
| 3     | Natalja Petschonkina   | Sowjetunion    | 52,8 s                       | 52,83 s                        |
| 4     | Jarvis Scott           | USA            | 53,2 s                       | 53,22 s                        |
| 5     | Mary Green             | Großbritannien | 53,6 s                       | 53,64 s                        |
| 6     | Karin Wallgren         | Schweden       | 53,9 s                       | 53,93 s                        |
| 7     | Monique Noirot         | Frankreich     | 54,2 s                       | 54,30 s                        |
| 8     | Lois Anne Drinkwater   | USA            | 57,3 s                       | 57,39 s                        |

## Finale

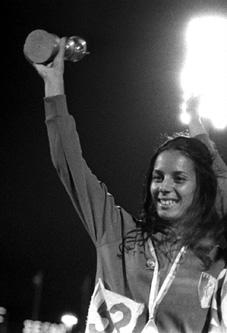
Vollkommen überraschend gewann Colette Besson die Goldmedaille
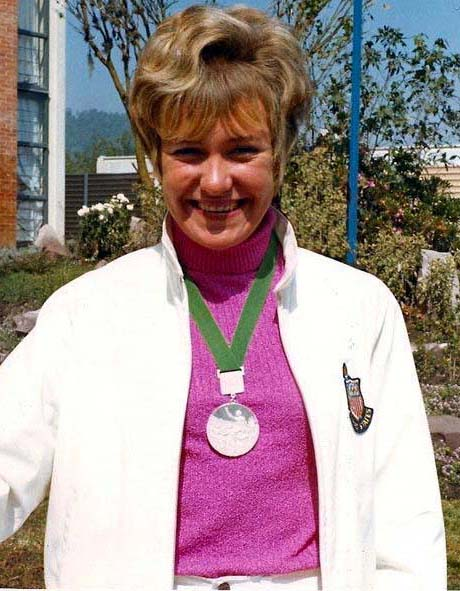
Lillian Board mit ihrer Silbermedaille

Datum: 16. Oktober 1960, 17:00 Uhr
| Platz | Name                   | Nation         | Offizielle Zeit handgestoppt | Inoffizielle Zeit elektronisch |
| ----- | ---------------------- | -------------- | ---------------------------- | ------------------------------ |
| 1     | Colette Besson         | Frankreich     | 52,0 s ORe                   | 52,03 s                        |
| 2     | Lillian Board          | Großbritannien | 52,1 s0000                   | 52,12 s                        |
| 3     | Natalja Petschonkina   | Sowjetunion    | 52,2 s0000                   | 52,25 s                        |
| 4     | Janet Simpson          | Großbritannien | 52,5 s0000                   | 52,57 s                        |
| 5     | Aurelia Pentón         | Kuba           | 52,7 s0000                   | 52,75 s                        |
| 6     | Jarvis Scott           | USA            | 52,7 s0000                   | 52,79 s                        |
| 7     | Helga Henning          | BR Deutschland | 52,8 s0000                   | 52,89 s                        |
| 8     | Hermina van der Hoeven | Niederlande    | 53,0 s0000                   | 53,02 s                        |

Als Favoritin galt die Britin Lillan Board. Nur Yves Durand Saint-Omer, Trainer der Französin Colette Besson, glaubte daran, dass auch seine Athletin zu ganz großen Zeiten in diesem Rennen fähig sei.
Im Finale übernahm zunächst die US-Läuferin Jarvis Scott die Führung, doch nach dreihundert Metern wurde sie von Board, die auf der Innenbahn lief, überholt. Da sah die Britin schon wie die sichere Olympiasiegerin aus. Erst Mitte der Zielgeraden kam die zu dem Zeitpunkt noch mit deutlichem Rückstand auf Platz vier laufende Besson mit schnellen Schritten heran und zog an allen vor ihr liegenden Läuferinnen einschließlich Board vorbei. Mit ihrem Endspurt sicherte sich Colette Besson die Goldmedaille. Lillian Board wurde Zweite und die sowjetische Athletin Natalja Petschonkina lief auf den Bronzeplatz. Die ersten drei Läuferinnen waren in diesem hochklassigen Rennen nur durch jeweils eine Zehntelsekunde voneinander getrennt. Colette Besson stellte mit ihrer Siegerzeit Betty Cuthberts olympischen Rekord ein und verfehlte Shin Kim-dans Weltrekord nur um eine Zehntelsekunde. Die Weltrekordlerin hatte als Nordkoreanerin nicht an diesen Spielen teilnehmen dürfen.
Colette Besson gewann die erste olympische Goldmedaille für Frankreich über 400 Meter.

Natalja Petschonkina errang die erste sowjetische Medaille in dieser Disziplin.

## Videolinks
- 1968 Olympics 400m Women - Lillian Board, youtube.com, abgerufen am 10. November 2017
- Olympics (1968), Bereich: 5:09 min bis 6:35 min, youtube.com, abgerufen am 23. September 2021